# Мариупольское кладбище (Таганрог)
Мариупольское кладбище — городское кладбище в г. Таганроге Ростовской области. Находится по адресу Мариупольское шоссе, № 50.

## История
Кладбище было открыто в октябре 2002 года. Со времени основания и до настоящего времени, данное кладбище является основным кладбищем города Таганрога, на котором производится подавляющее большинство захоронений умерших жителей города. С 2017 года в СМИ неоднократно упоминалось о скором исчерпании свободных мест для захоронений на Мариупольском кладбище и о необходимости создания нового кладбища.
По состоянию на 2019 год на кладбище захоронено 43 877 человек.

## Часовня Александра Невского
В 2008 году, в ознаменование 65-летия освобождения Ростовской области и Таганрога, по инициативе настоятеля Свято-Троицкого прихода протоиерея Тимофея Фетисова на Мариупольском кладбище Таганрога была воздвигнута мемориальная часовня. Освящена часовня была в августе 2008 года, к 65-летию освобождения Таганрога от немецко-фашистских захватчиков.
Часовня святого воина-князя Александра Невского высотой 15 метров находится рядом с могилами советских солдат и офицеров, на аллее Славы. Внутри храма находится мемориальная стена с указанием названий дивизий, освобождавших Таганрог от фашистских захватчиков.
Ежедневно в часовне совершаются отпевания усопших и панихиды, принимаются записки с просьбами помолиться об усопших, ежедневно совершается древняя молитвенная традиция чтения Псалтири по усопшим.

## Известные люди, похороненные на кладбище
- Барановский, Владимир Анатольевич (1959—2021) — российский художник.
- Гаврюшкин, Олег Павлович (1927—2008) — российский историк, краевед, дважды лауреат премии им. И. Д. Василенко[8].
- Орехов, Борис Иванович (1943—2021) — российский математик, педагог, основатель и первый директор Таганрогского лицея.
- Орлов, Виктор Васильевич (1940—2012) — российский художник-мозаичист, Заслуженный работник культуры РФ[9]
- Пневский, Ариан Петрович (1924—2015) — настоятель Свято-Георгиевского храма в Таганроге[10].
- Рябоштанов, Сергей Юрьевич (1963—2009) — российский архитектор, главный архитектор Таганрога.